# Actio mixta
Die actio mixta war im römischen Recht die bezeichnende Klageart für eine doppelte Zweckverfolgung: den Ersatz des erlittenen Vermögensschadens einerseits und die Verhängung einer Strafe andererseits. Ernst Levy gibt den Hinweis, dass es sich um keinen klassischen Begriff handelt. Im spätantiken Corpus iuris taucht er allerdings auf.